# K-141 Kursk
K-141 Kursk – rosyjski okręt podwodny z napędem jądrowym trzeciej generacji, projektu 949A (seria: Antiej, kod NATO Oscar II) przeznaczony do zwalczania dużych jednostek nawodnych, zwłaszcza lotniskowców. Budowę jednostki ukończono w maju 1994 roku, po czym w tym samym roku wszedł do służby w rosyjskiej Flocie Północnej.
Okręt prowadził głównie działalność szkoleniową na wodach arktycznych, latem 1999 roku odbył rejs na Morze Śródziemne, aby obserwować działania NATO prowadzącego w tym czasie operację Allied Force. Latem 2000 roku na Morzu Barentsa wziął udział w największych od upadku Związku Radzieckiego manewrach rosyjskiej marynarki wojennej. W trakcie tych ćwiczeń, 12 sierpnia 2000 roku okręt został zniszczony i zatonął wraz z całą 118-osobową załogą, w wyniku wybuchu stężonego do wartości 85–98% nadtlenku wodoru (high-test-peroxide – HTP) stosowanego w Rosji jako utleniacz w przenoszonych przez okręt torpedach 65-76 Kit. Akcja ratunkowa osób ocalałych z katastrofy nie powiodła się z powodu niskiej sprawności przestarzałego rosyjskiego sprzętu ratunkowego, skostniałego systemu biurokratycznego rosyjskiej marynarki oraz braku zgody rosyjskiego ministerstwa obrony na przyjęcie zagranicznej pomocy.
Oględziny wraku po wydobyciu z morza wykazały, że eksplozje torped wewnątrz kadłuba okrętu przeżyły 23 osoby, które w oczekiwaniu na ratunek z powierzchni schroniły się w ostatnim, rufowym przedziale jednostki. Wobec przedłużającej się – na skutek rosyjskich odmów przyjęcia pomocy międzynarodowej – akcji ratunkowej, wszyscy ponieśli śmierć.

## Budowa i konstrukcja
Okręt został zaprojektowany w biurze konstrukcyjnym Rubin (dawniej CKB-18), jako jedna z jednostek trzeciej generacji projektu 949A nazywanego na zachodzie Oskar II, będącego poprzez dodanie jednej sekcji za kioskiem powiększoną wersją wcześniejszych jednostek projektu 949 (Oskar I). Dodatkowa sekcja służyć miała prawdopodobnie modyfikacji siłowni przez dodanie systemu wyciszenia masą oraz ulepszonego sonaru MGK-540. Dodatkowe wyciszenie spowodowało, że jak wszystkie jednostki swojego projektu, okręt był znacznie cichszy niż wcześniejsze radzieckie konstrukcje podwodne. Zwiększeniu jednak o 1300 ton uległa przez to wyporność nawodna.

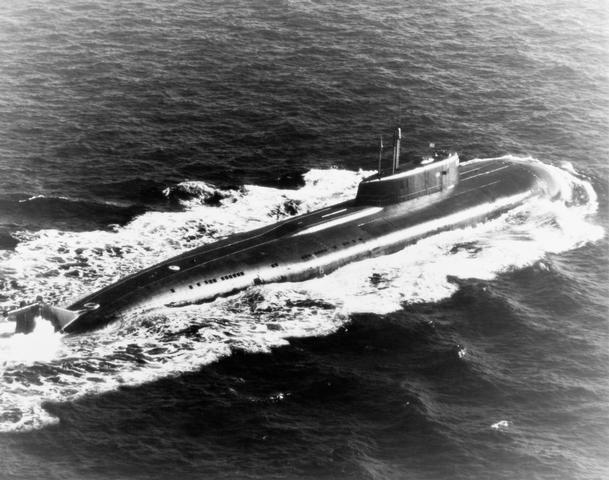
K-186 „Omsk”, okręt siostrzany „Kurska”

Dwukadłubowa struktura okrętu została podzielona na dziewięć wzajemnie połączonych przedziałów, które były normalnie dostępne z wyjątkiem przedziału numer 6 mieszczącego dwa reaktory wodnociśnieniowe o mocy 100 000 koni mechanicznych, przez który przechodziło się przez specjalny antyradiacyjny korytarz. Zewnętrzny kadłub lekki stanowił powłokę wykonaną z blach stalowych o grubości 8 mm wspartą na kadłubie sztywnym o formie cylindrycznej, wykonanym z blach stalowych o grubości 50 mm. Przestrzeń między zewnętrzną powłoką a kadłubem sztywnym była zmienna i w zależności od miejsca wynosiła od jednego do czterech metrów. Mieściła ona wyposażenie okrętu, sonary oraz silosy pocisków manewrujących. Cały kadłub lekki pokryty był płytami gumowej powłoki anechoicznej, tłumiącej dźwięki dochodzące z wnętrza jednostki oraz rozpraszającej wiązkę akustyczną sonaru aktywnego przeciwnika.
Dwa reaktory rozmieszczono w linii w środkowej części okrętu, każdy w osobnym uszczelnionym ciśnieniowo przedziale. Każda ciśnieniowa obudowa reaktora umieszczona była w wypełnionym wodą zbiorniku absorpcyjnym o objętości 25 metrów³, który sam z kolei zamontowany był na podstawie tłumiącej drgania, w celu pochłaniania wstrząsów wywoływanych pobliskimi wybuchami na zewnątrz okrętu. Paliwo zawierało elementy pierścieniowe cermet lub dyspersję uranowo-aluminiową w cyrkonie, otoczone wzbogaconym od 20 do 45% Uranem-235 (ekwiwalent rdzenia 30%), w 48 zespołach o łącznej wadze 200 kilogramów na każdy rdzeń reaktora. Siłownia wyposażona była w układ awaryjnego zatrzymywania reaktora za pomocą wsunięcia prętów sterujących działających w oparciu o mechanizm sprężynowy i pneumatyczny. Jako ostateczny środek bezpieczeństwa, cały przedział reaktora mógł zostać zalany wodą morską dostarczoną przez specjalne zawory w kadłubie sztywnym.
„Kursk” mógł zostać uzbrojony w 24 torpedy kalibru 533 mm oraz 650 mm wystrzeliwane z dziobowych wyrzutni torpedowych. Ich liczba jednak różni się w zależności od źródła. Z całą pewnością okręt wyposażony był w cztery dziobowe wyrzutnie torpedowe kalibru 533 mm, według niektórych jednak źródeł miał dodatkowo dwie wyrzutnie kalibru 650 mm, podczas gdy inne źródła wskazują na cztery wyrzutnie o tej średnicy. Z wyrzutni torpedowych okręt mógł wystrzeliwać zarówno torpedy, jak i przenoszone przez siebie rakietotorpedy RPK-2 Wjuga i RPK-6 Wodopad. Uzbrojeniem głównym były przeciwokrętowe pociski manewrujące P-700 Granit przenoszone w umieszczonych między kadłubami lekkim i sztywnym silosach w środkowej części jednostki, które były nachylone pod kątem 40° po obu stronach obok kiosku. Ich zadaniem było zwalczanie okrętów nawodnych, w pierwszym zaś rzędzie zwalczanie lotniskowców.
Budowę „Kurska” rozpoczęto w stoczni Siewmasz w Siewierodwińsku koło Archangielska w 1992 roku, 16 maja 1994 roku został zwodowany zaś 30 grudnia 1994 roku jednostka weszła do służby w rosyjskiej marynarce wojennej w składzie Floty Północnej.

## Służba okrętu
K-141 „Kursk” wszedł do służby we Flocie Północnej Rosji w 1994 roku, z powodu trudności ekonomicznych Rosji, aż do 1999 roku okręt nie prowadził żadnych operacji oceanicznych, poza rejsami szkoleniowymi na wodach północnych. Dopiero w 1999 roku został po raz pierwszy wysłany przez rosyjskie dowództwo na Atlantyk i Morze Śródziemne. Na ostatnim z wymienionych akwenów prowadził obserwacje okrętów NATO zaangażowanych wówczas w operację Allied Force w byłej Jugosławii.

### Katastrofa
10 sierpnia 2000 roku „Kursk” wyszedł z bazy z załogą liczącą w tym rejsie 118 osób, w tym dwoma inżynierami – konstruktorami torped, udając się na ćwiczenia na Morzu Barentsa, w rejonie na wschód od Półwyspu Rybackiego, 135 km od Siewieromorska, 200 km na północ od Murmańska. Rejon ten został wyznaczony na poligon strzelań torpedowych podczas ćwiczeń dużej grupy bojowej Floty Północnej dowodzonej z pokładu krążownika rakietowego „Piotr Wielikij”, w skład której obok „Kurska”, krążownika i szeregu innych jednostek, wchodziły także dwa myśliwskie okręty podwodne Floty Północnej.
Zadaniem okrętu było odpalenie z głębokości peryskopowej dwóch torped ćwiczebnych. Przyczyną katastrofy był wyciek wysoko skoncentrowanego do wartości między 85% a 98% nadtlenku wodoru, noszącego w takim stężeniu nazwę high-test peroxide (HTP), używanego jako utleniacz dla paliwa w przenoszonych przez „Kursk” ciężkich torpedach przeciwokrętowych 65-76 Kit. Wybuch wyciekającego bardzo niestabilnego HTP z nienależycie konserwowanej torpedy typu 65-76 o numerze fabrycznym 298A 1336A PW spowodował pierwsze uszkodzenie okrętu. Wybuch nastąpił, gdy wyciekający HTP wszedł w kontakt ze stanowiącą paliwo torpedy kerozyną oraz metalem. Eksplozja ta nie powinna mieć jednak fatalnych dla okrętu następstw, gdyż torpeda znajdowała się w tym czasie w wyrzutni torpedowej – w większości pomiędzy kadłubem lekkim a kadłubem sztywnym, zaś z zapisów nasłuchu sonarowego prowadzonego przez „Piotra Wielikiego” wynika, że centrum eksplozji znajdowało się przed frontem kadłuba sztywnego. Dzięki temu, przy z pewnością zamkniętej w tym czasie tylnej pokrywie wyrzutni, kadłub sztywny powinien był powstrzymać powstałą falę uderzeniową pierwszego wybuchu o szacowanej mocy od 100 do 200 kg TNT. Wśród zarejestrowanych przez sonary „Piotra Wielikiego” odgłosów pierwszej eksplozji, słyszalne są jednak również dochodzące z rejonu wybuchu dźwięki po samej eksplozji, które mogą być interpretowane jako odgłosy poważnego pożaru oraz tryskania płonącego paliwa torpedy do wnętrza przedziału torpedowego (sekcja nr 1), prawdopodobnie przez uszkodzoną wybuchem tylną pokrywę wyrzutni.
Na podstawie zapisów sonarowych, z pewnością można stwierdzić, że po upływie 135 sekund od momentu pierwszej eksplozji, nastąpił drugi bardzo silny wybuch – zarejestrowany w norweskiej stacji sejsmologicznej jako wstrząs o sile 3 do 3,5 w skali Richtera – będący w istocie serią 5 do 7 wybuchów następujących kolejno po sobie w ciągu łącznie zaledwie 0,5 sekundy. Łączna siła wybuchu tej multieksplozji szacowana jest na ekwiwalent 2 do 3 ton TNT i najprawdopodobniej pochodziła z wybuchu znajdujących się w przedziale torpedowym uzbrojonych głowic bojowych maksymalnie 7 torped. Tak ogromna eksplozja wewnątrz kadłuba sztywnego wywołała katastrofalne skutki dla „Kurska”, wyrywając na zewnątrz duży fragment kadłuba sztywnego o rozmiarach 10 na 8 metrów oraz poszycia kadłuba lekkiego, wywołując też falę uderzeniową przemieszczającą się przez kolejne przedziały okrętu w kierunku rufy, która przerwała strukturalne i wodoszczelne grodzie numer 2 oraz 3, zaś grodź numer 4 została odkształcona i w konsekwencji zapadła się pod ciśnieniem hydrostatycznym zalewającej okręt wody. Pozostałe grodzie aż do przedziału numer 9 pozostały nienaruszone. Zalany w dużej części okręt uzyskał pływalność ujemną i natychmiast zatonął, osiadając na dnie na głębokości 108 metrów na pozycji 69°37′00″N 37°34′25″E/69,616667 37,573611, we względnie poziomej pozycji, z częściowo wyłamanym dziobem wbitym pod kątem 2° w piaszczyste dno, pod kątem 1,5° przechylony na lewą burtę. Największa część wyrwanych elementów okrętu znalazła się w odległości 20 do 30 metrów od jego prawej burty, przy czym stan kadłuba sztywnego wskazywał, że główne uderzenie fali uderzeniowej skierowane było z wnętrza okrętu w górę i na lewą burtę. Na podstawie pozycji pochodzącego z dziobu fragmentu poszycia zewnętrznego o wymiarach 2 na 4 metry, który osiadł za rufą okrętu (a więc musiał przepłynąć całą jego długość, 155 metrów), ustalono, że fragment ten musiał oderwać się, w chwili drugiej eksplozji, gdy okręt znajdował się ok. 30-35 metrów nad dnem morskim.
Przed „Kurskiem” cztery inne radzieckie okręty podwodne z napędem jądrowym, które zatonęły na morzu, zostały uszkodzone podczas rejsu w zanurzeniu. Zanim jednak zatonęły, były w stanie wynurzyć się awaryjnie na powierzchnię, gdzie wielu członków ich załóg zdołało się uratować. Było to możliwe dzięki ich podziałowi na sekcje oraz wysokiej rezerwie pływalności. Eksplozje na "Kursku" wystąpiły jednak zbyt nagle i były zbyt katastrofalne, aby umożliwić wielkiemu okrętowi wypłyniecie na powierzchnię.

### Załoga okrętu
Pożar powstały po pierwszej eksplozji prawdopodobnie natychmiast zabił osoby znajdujące się w przedziale torpedowym okrętu, natomiast fala uderzeniowa powstała w drugiej eksplozji zabiła wszystkie pozostałe osoby na okręcie z wyjątkiem 23 członków załogi, którzy pracowali w sekcjach reaktora i siłowni okrętu w przedziałach 7, 8 i 9. Osoby te przetrwały eksplozje i schroniły się w ostatnim przedziale, z numerem 9. Jeden z trzech oficerów, którzy przeżyli wybuch, Dmitrij Kolesnikow, zanotował nazwiska 23 ocalałych, a przed śmiercią zostawił ostatnią notatkę o treści:

Jest zbyt ciemno, ale spróbuję pisać po omacku. Chyba nie ma szans, 10-20 procent. Mamy nadzieję, że ktoś to jednak przeczyta. Poniżej jest lista ludzi z załogi innych przedziałów, którzy zgromadzili się w dziewiątym i będą próbowali wyjść. Pozdrowienia dla wszystkich, nie trzeba rozpaczać. Kolesnikow.

Nie wiadomo jak długo udało się przeżyć zgromadzonym w 9. przedziale – według niektórych poglądów, w trudnych warunkach i ze zgromadzonymi tam zapasami tlenu, osoby te mogły przeżyć dwie–trzy godziny. Nie jest to jednak jakkolwiek potwierdzona informacja. Nie wiadomo nawet, czy zginęli z powodu hipotermii, narkozy azotowej, czy też po prostu z braku tlenu. Co jednak istotne, podczas autopsji ciał wydobytych z 9. przedziału, stwierdzono, że ciała trzech osób, w tym Kolesnikowa, noszą ślady poparzeń chemicznych, zaś wypełniony wodą dziewiąty przedział pokryty był kurzem i popiołem. Źródło poparzeń nie zostało nigdy oficjalnie ustalone – jak jednak podnosi jedna z najpoważniejszych teorii na ten temat, Kolesnikow wraz z dwiema innymi osobami usiłował załadować kartridż B-64 chemicznego generatora tlenu RDU z ponadtlenkiem potasu, który odpowiednio zastosowany pochłania również dwutlenek węgla, czy to jednak ze zmęczenia, z powodu ciemności czy też powodowany stresem, przypadkowo opuścił go do zabrudzonej olejami wody, co wywołało eksplozję.

## Akcja ratunkowa
Największe rosyjskie manewry morskie od czasu rozpadu Związku Radzieckiego odbyły się wkrótce po wyborze Władimira Putina na jego pierwszą kadencję prezydencką. Nowy prezydent obiecał wzmocnić prestiż i morale rosyjskich sił zbrojnych, toteż ćwiczenia rosyjskiej Floty Północnej miały wielkie znaczenie dla dowództwa rosyjskiej marynarki wojennej. Gdy w sobotę 12 sierpnia 2000 roku o godzinie 23:30 „Kursk” po raz drugi z rzędu nie złożył rutynowego meldunku, kierujący ćwiczeniami z pokładu „Piotra Wielikijego” adm. Wiaczesław Popow zarządził alarm, jednak dowództwo w Moskwie zostało powiadomione o utracie kontaktu z „Kurskiem” dopiero w niedzielę następnego dnia o 5 rano. Kierujący siłami ratowniczymi marynarki rosyjskiej adm. Giennadij Wiericz przez cały dzień konferował ze swoim sztabem o sposobie reakcji, jeśli doniesienia o utracie okrętu zostaną potwierdzone. W międzyczasie norweski instytut sejsmologiczny analizował dane dziwnej aktywności na Morzu Barentsa. W poniedziałek rano norweskie samoloty zwiadu lotniczego zarejestrowały koncentrację rosyjskiej floty nawodnej, w sposób standardowy dla prowadzenia akcji ratowniczej, toteż głównodowodzący norweskiej floty połączył się telefonicznie z admirałem Popowem oferując pomoc w razie takiej potrzeby. W tym samym czasie główny kanał rosyjskiej telewizji podał informację o zaginięciu „Kurska”, co natychmiast przebiło się do mediów na całym świecie. W Wielkiej Brytanii Royal Navy dysponowała najnowocześniejszym podwodnym pojazdem ratunkowym o wielkim stopniu mobilności LR5, który dzięki swoim możliwościom operacyjnym zyskał sobie miano „podwodnego helikoptera”. Do wieczora tego dnia wszelką niezbędną pomoc zaoferowały władzom Rosji rządy Norwegii, Wielkiej Brytanii i USA, a dowodzący w tym czasie siłami ratowniczymi Royal Navy kmdr David Russell na własną rękę, bez autoryzacji rządowej ani admiralicji już w poniedziałek rano rozpoczął przerzucanie LR5 do Szkocji, skąd najszybciej mógł być dostarczony na Morze Barentsa. Wydał też zarządzenie o wyczarterowaniu od prywatnej firmy samolotu transportowego Antonow, aby dostarczyć niezbędny ekwipunek. We wtorek następnego dnia w rosyjskim ministerstwie obrony trwały debaty czy zaakceptować zagraniczną pomoc. Zdaniem wielu jej uczestników, „zachodnie propozycje pomocy były cynicznymi, pełnymi hipokryzji gestami, których jedynym celem było szpiegowanie na Morzu Barentsa”.

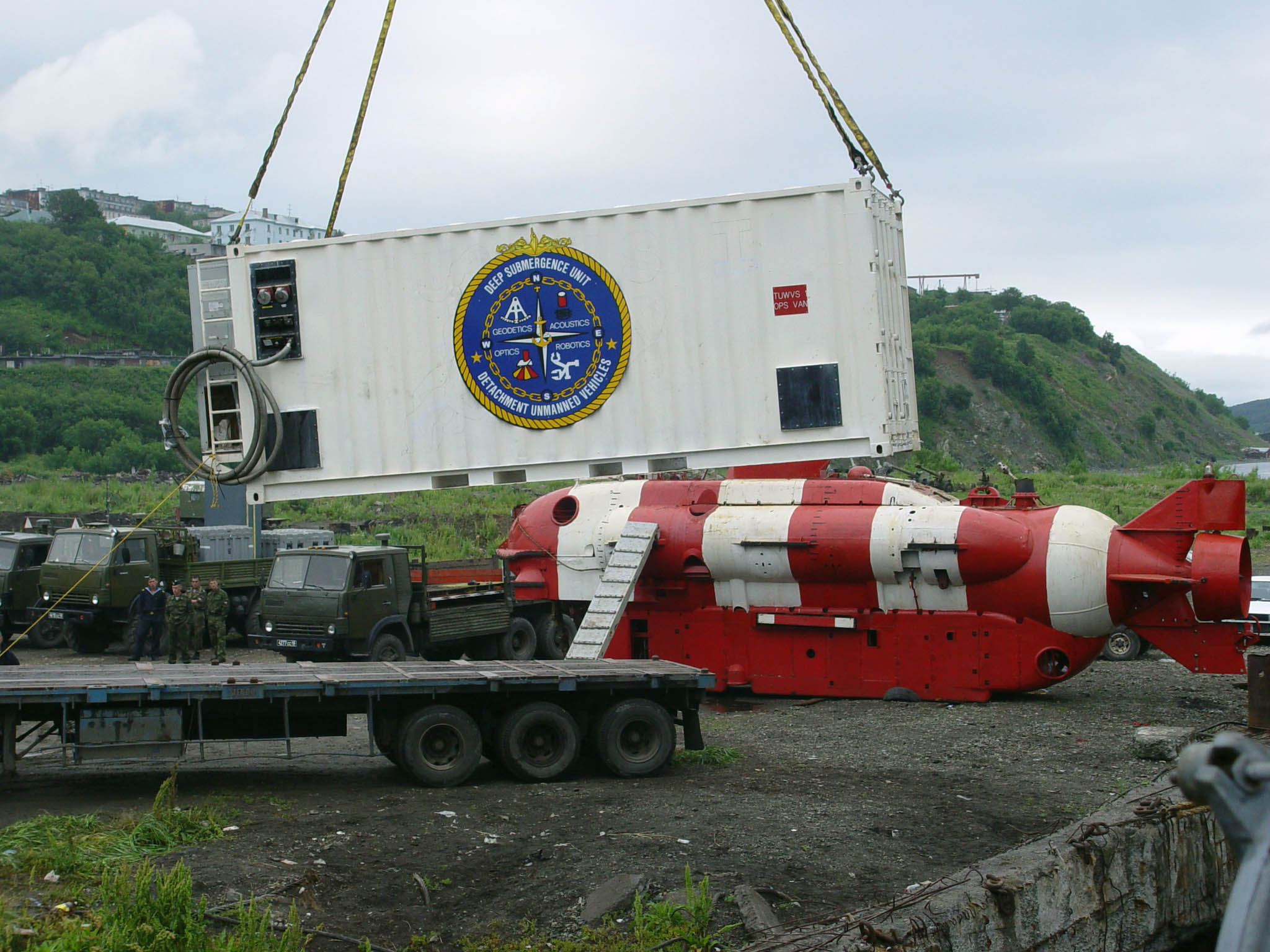
Rosyjski pojazd podwodny AS-28, za pomocą którego Rosjanie prowadzili bezskuteczne próby dostania się do „Kurska”

W trakcie debat rosyjskich polityków w Moskwie, rosyjskie służby ratownicze zlokalizowały „Kursk” i podjęły kilka prób dokowania za pomocą rosyjskiego podwodnego pojazdu ratowniczego. Żadna z tych prób nie powiodła się – z powodu wyczerpania się akumulatora elektrycznego, innym razem z powodu problemów technicznych. Obserwujący operację na pokładzie rosyjskich okrętów oficerowie Floty Północnej, dawali wyraz swojej frustracji nieporadnością jej prowadzenia przez adm. Wiericza, jeden z nich krzyknął nawet w jego kierunku „Admirale, przynosi pan hańbę swojemu mundurowi i swojej flocie!”. Tymczasem we wtorek wieczorem znacznie pogorszyła się pogoda i Wiericz zmuszony został do zawieszenia operacji. Ostatecznie w Moskwie podjęto decyzję o przyjęciu zagranicznej pomocy i w środę o godzinie 14 adm. Popow zadzwonił do swojego norweskiego odpowiednika i poprosił o przysłanie profesjonalnych nurków, wyposażonych w najnowocześniejszy sprzęt do nurkowania i dekompresji, którzy zdobyli duże doświadczenie pracując dla morskiego przemysłu wydobywczego. Kilka godzin później telefon odebrał także Russell w Londynie, który został zaproszony na spotkanie z rosyjskim ambasadorem w centrali NATO w Brukseli, wieczorem zaś rosyjski rząd zaakceptował ofertę pomocy ze strony Kwatery Głównej NATO. W drogę na Morze Barentsa wyruszył LR5 na pokładzie „Normand Pioneer”. Jednak gdy David Russell znajdował się w drodze, aby na pokładzie „Piotra Wielikijego” omówić szczegóły wspólnej operacji, w ostatniej chwili otrzymał wiadomość o cofnięciu zgody na wejście na pokład krążownika. Rosjanie podejrzewali go bowiem o chęć szpiegowania. Także dowożące sprzęt ratunkowy, w tym LR5, statki „Normand Pioneer” i „Seaway Eagle” otrzymały polecenie nie zbliżania się na odległość mniejszą niż 14 mil od wraku zatopionego „Kurska”. W tym czasie adm. Wiericz, rosyjski pojazd ratunkowy oraz rosyjscy nurkowie, podejmowali kolejne bezskuteczne próby dostania się do zatopionego okrętu. Admirałowie zaś z Moskwy zapewniali na spotkaniu z rodzinami, że ich bliscy owszem znajdują się w trudnej sytuacji, ale są żywi, Marynarka robi wszystko co w jej mocy, aby wydostać ich z wraku. Tego samego wieczora, Igor Baranow – dyrektor budowy „Kurska” – zapewniał na konferencji prasowej, że ten okręt jest najlepszą jednostką na świecie w zakresie systemów wsparcia życia. Zapewniał, że choć nie są znane przyczyny wypadku ani jego skala, „Kursk” ma wszystko czego potrzebują w tej chwili ludzie pod jego pokładem – żywność, wodę i systemy regeneracyjne. Całkiem możliwe – jak twierdził – że cała załoga może być ocalona. Według jego słów, mogą na okręcie przetrwać jeszcze pięć–sześć dni.

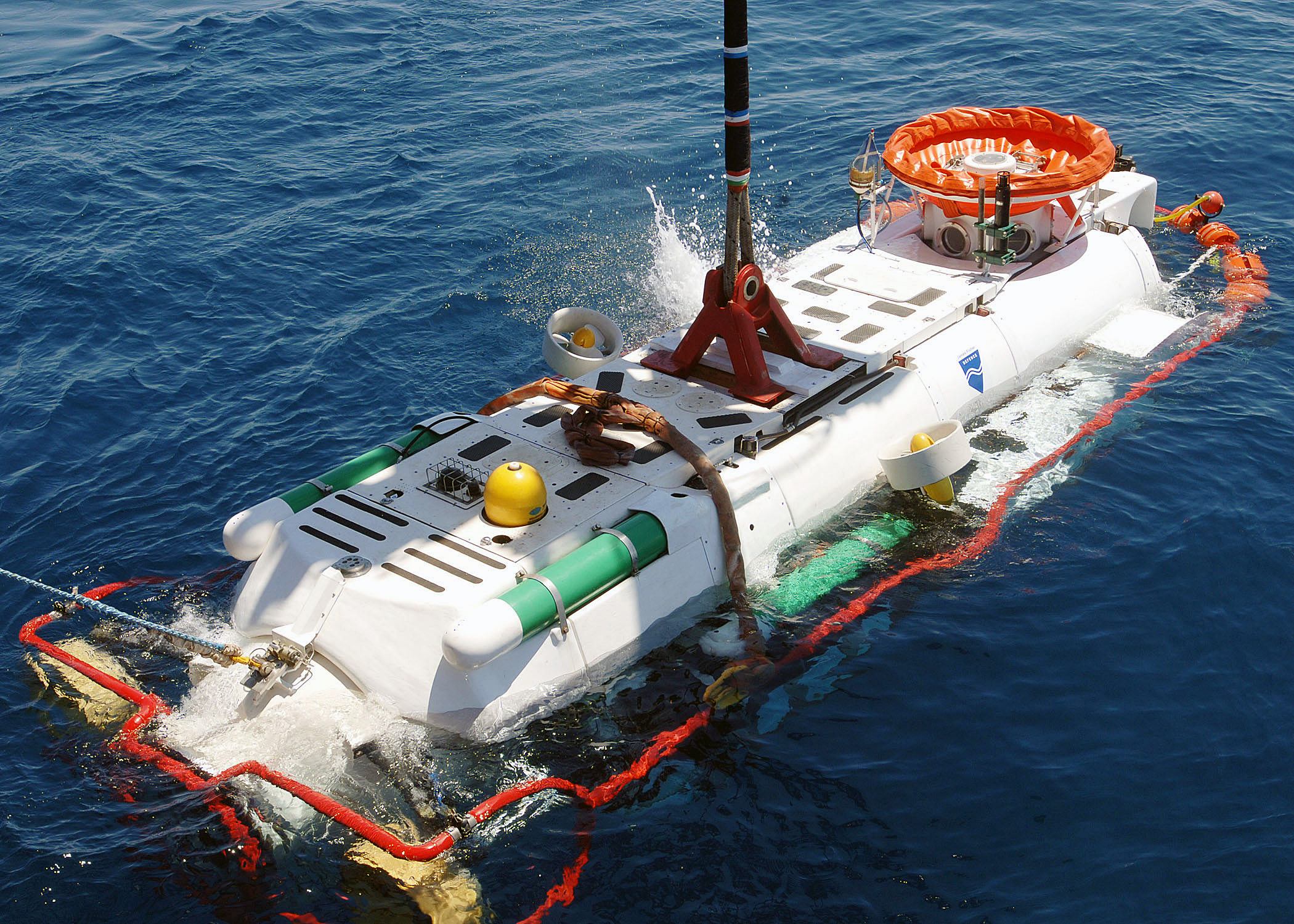
LR5 brytyjskiej marynarki, umożliwiający zabranie na pokład 16 rozbitków

Dopiero w piątek Rosjanie dostarczyli informacje z których wynikało, że luk ratowniczy LR5 jest kompatybilny z tylnym lukiem w rosyjskim okręcie podwodnym. W sobotę 19 sierpnia, dokładnie tydzień po eksplozji na okręcie rosyjskim, na pokładzie statku „Seaway Eagle” przewożącego norweski pojazd ratowniczy, ustalono, że wspólne operacje ratownicze rozpoczną się następnego dnia, w niedzielę. Ku zdziwieniu Russella jednak adm. Giennadij Wiericz odmówił przejścia na pokład „Normand Pioneer” i wspólnego obejrzenia LR5, zdawał się też wierzyć, że rosyjscy marynarze w zatopionym okręcie już nie żyją oraz miał nadzieję, że następnego dnia norwescy nurkowie potwierdzą to i będzie można ze spokojem odwołać całą operację, a Rosjanom wytłumaczyć, że pomimo wszelkich wysiłków nie udało się uratować załogi. W niedzielę nurkowanie rozpoczęli norwescy nurkowie, których zadaniem było zabezpieczenie luku okrętu i wyrównanie ciśnień. Według ich raportu, właz był zalany, ale wciąż istniała nadzieja, że  przedział 9. jest szczelny i suchy. W poniedziałek o 2 rano adm. Popow polecił „Normand Pioneer” przepłynąć na miejsce katastrofy i wydał zgodę na rozpoczęcie operacji przez LR5. Krótko po świcie otwarto zewnętrzną pokrywę luku ratunkowego „Kurska” w pobliżu sterów rufowych i nurkowie zaczęli badać stan luku, który okazał się być dobrze zachowany. Zaczęli też pomiary różnicy ciśnień pomiędzy ciśnieniem hydrostatycznym morza a wnętrzem okrętu. Niestety okazało się, że ciśnienia są identyczne, co oznaczało, że przedział 9. jest już całkowicie zalany.
O godzinie 10:30 rano nurkowie otworzyli wewnętrzną pokrywę luku ratunkowego i opuścili do wnętrza przedziału 9. małą kamerę wideo, która zarejestrowała obraz członków załogi zmarłych skutkiem bądź to utopienia, bądź też z powodu zatrucia dwutlenkiem węgla, kamera uchwyciła jednak także ślady ognia: osmalone ściany i spękaną farbę. Wobec takiej sytuacji, akcja ratunkowa została zakończona, a o 11:40 kmdr Russell spotkał się na pokładzie rosyjskiego krążownika flagowego z admirałem Kurojedowem, gdzie podjął decyzję o powrocie do Wielkiej Brytanii. Jeszcze tego samego dnia na wniosek załogi „Normand Pioneer”, na pokładzie tego ostatniego odbyła się prowadzona przez Russella uroczystość żałobna ku czci zmarłej rosyjskiej załogi.

## Wydobycie wraku
Na początku 2001 roku marynarka rosyjska oraz biuro konstrukcyjne Rubin zwróciło się z zapytaniem do zagranicznych firm o możliwość wydobycia „Kurska” z nieprzekraczalnym terminem do końca roku. Sztywny termin wynikał ze złożonej rodzinom marynarzy z „Kurska” stosownej obietnicy przez Władimira Putina. Taki termin nie był do przyjęcia dla niektórych firm, które wycofały się z przedsięwzięcia, operacja wiązała się bowiem z dużym ryzykiem związanym z pozostałymi w zniszczonym okręcie torpedami oraz innymi pociskami. W trakcie ćwiczeń, w których brał udział „Kursk”, okręt zaopatrzony był w 24 torpedy, z których dwie miały głowice ćwiczebne – jedna z nich została wystrzelona tuż przed wypadkiem, druga zaś eksplodowała i stała się jego przyczyną. W przedziale torpedowym pozostawały więc jeszcze 22 torpedy, wszystkie z konwencjonalnymi głowicami bojowymi. 7 z nich eksplodowało w trakcie wypadku, co oznaczało, że w zniszczonym przedziale torpedowym znajduje się 15 torped z bojowymi głowicami, których stan po eksplozji w przedziale był nieznany. Co gorsza wybuchy w przedziale torpedowym mogły rzucić niektóre z nich do dalszych przedziałów, gdzie pozostawały niezabezpieczone. Ostatecznie wydobycia okrętu podjęło się holenderskie konsorcjum Mammoet-Smit, które zawarło odpowiedni kontrakt z marynarką rosyjską i Rubinem w maju 2001 roku. W ciągu następnych sześciu miesięcy, zniszczony dziób okrętu został odcięty, a pozostała część wraku podniesiona przez dwa umieszczone na barce Giant-4 60-tonowe dźwigi. Wydobytą część okrętu podczepiono pod barką wykorzystując do tego 26 wykonanych w tym celu otworów o średnicy około 1 metra w kadłubie lekkim. 23 października 2001 roku wrak okrętu został opuszczony w pływającym suchym doku stoczni w Roslakowie koło Siewierodwińska.

## Oficjalna przyczyna katastrofy i teoria alternatywna
1 lipca 2002 roku rosyjski minister przemysłu i nauki Ilja Klebanow, kierujący komisją wyjaśnienia okoliczności zatonięcia „Kurska” ogłosił, że przyczyną katastrofy był wybuch torpedy. Spowodował go wyciek nadtlenku wodoru z torpedy typu 65-76, który wywołał pożar i wybuch w wyrzutni torpedowej, a następnie pożar spowodował eksplozję głowic znajdujących się w przedziale torpedowym torped. Oficjalna wersja stwierdzała, że do wycieku doszło przez mikropory na spoinach, obarczając tym samym odpowiedzialnością producenta torpedy, zakład Dagdizel.
Według własnych ustaleń jednego z członków komisji emerytowanego admirała Walerija Riazancewa, nie ulega wątpliwości, że doszło do wybuchu torpedy szkolnej typu 65-67PW w wyrzutni numer 4, lecz jego przyczyna była inna – było nią przenikanie zanieczyszczonego powietrza do startowego zbiornika utleniacza przez niedomknięty zawór kurkowy, który bezwzględnie powinien być sprawdzany przed załadowaniem torpedy. W razie trafienia do nadtlenku wodoru zabrudzeń zaczyna się gwałtowny proces rozkładu, połączony z wydzielaniem ciepła. Zdaniem admirała, od wcielenia okrętu do służby nie dokonywano strzelań torpedami z silnym utleniaczem, a obsługa wyrzutni była niedoszkolona i nie posiadała nawet właściwej instrukcji tych torped. W konsekwencji, ciśnienie w startowej butli utleniacza rosło i o godzinie 11.28 32' doszło do jej eksplozji, o sile ok. 5 kg trotylu, co spowodowało eksplozję utleniacza i nafty w zbiornikach torpedy, mającą siłę 150–200 kg trotylu. Doszło do wyrwania pokryw wyrzutni, zalania przedziału torpedowego i śmierci jego obsady oraz do kontuzjowania osób znajdujących się w drugim przedziale – centrali okrętu na skutek fali uderzeniowej. Dowództwo okrętu było niezdolne do działania, a okręt utracił napęd i z przegłębieniem na dziób zaczął poruszać się w dół siłą bezwładności. Zdaniem adm. Riazancewa, dopiero po uderzeniu dziobem w grunt na głębokości 108 m, doszło do wybuchu siedmiu głowic torped.

## Teorie spiskowe

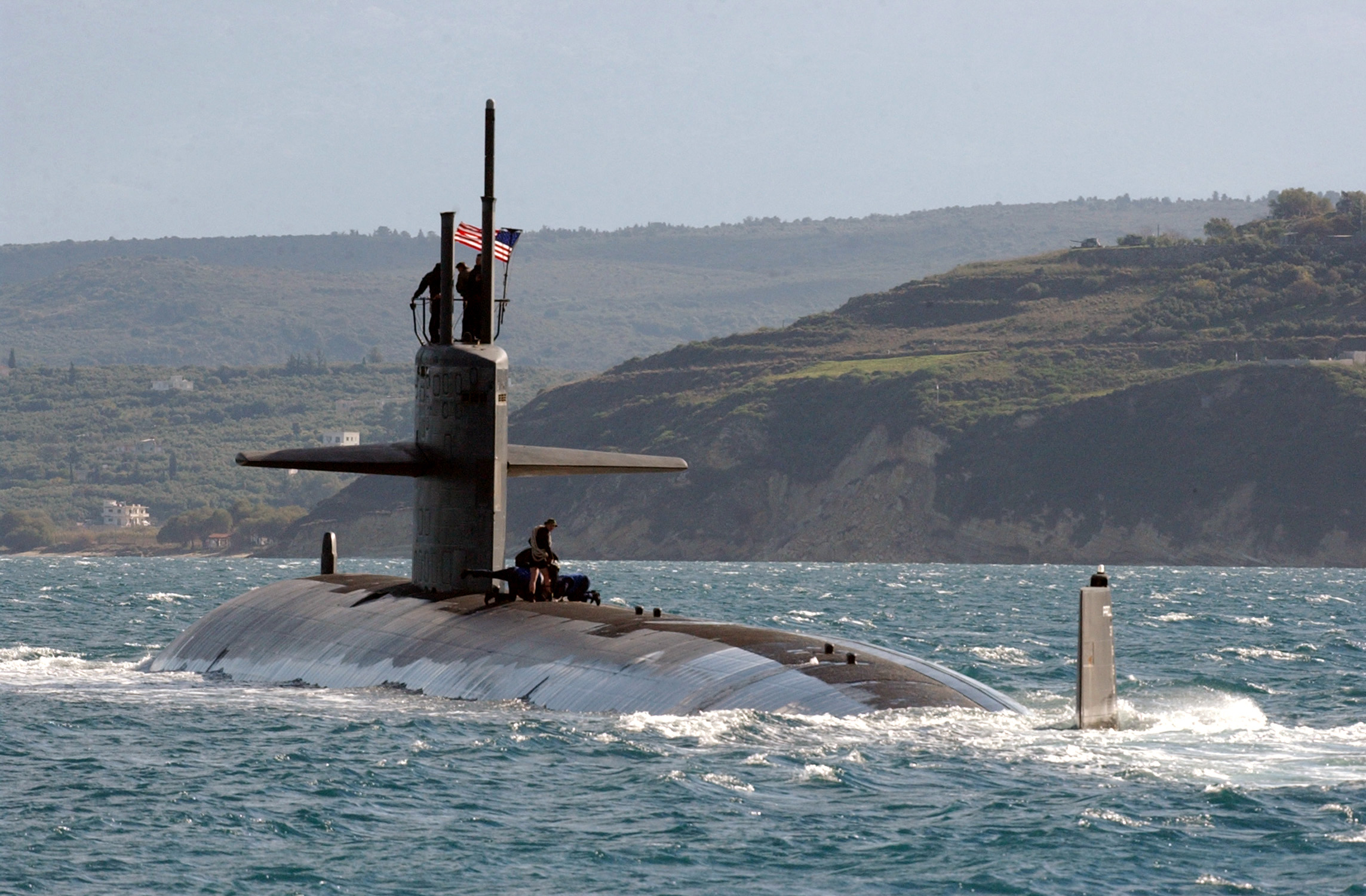
USS „Memphis” (SSN-691)

Powstały jednak inne teorie wyjaśniające katastrofę, stanowią one jednak hipotezy nie podparte żadnymi ustaleniami faktycznymi. Według jednej z nich, pod pokładem „Kurska” doszło do eksplozji testowanej superkawitacyjnej torpedy WA-111 Szkwał. Rosjanie postanowili ukryć ten fakt, gdyż stanowiłoby to złą reklamę dla ważnego produktu eksportowego. Dalsze, nawet dalej idące rozwinięcie tej teorii zakłada, że w związku z testami torpedy Szkwał, w rejonie manewrów przebywały dwa amerykańskie myśliwskie okręty podwodne typu Los Angeles USS „Memphis” (SSN-691) oraz „Toledo” (SSN-769) oraz brytyjski HMS „Splendid” (S106).

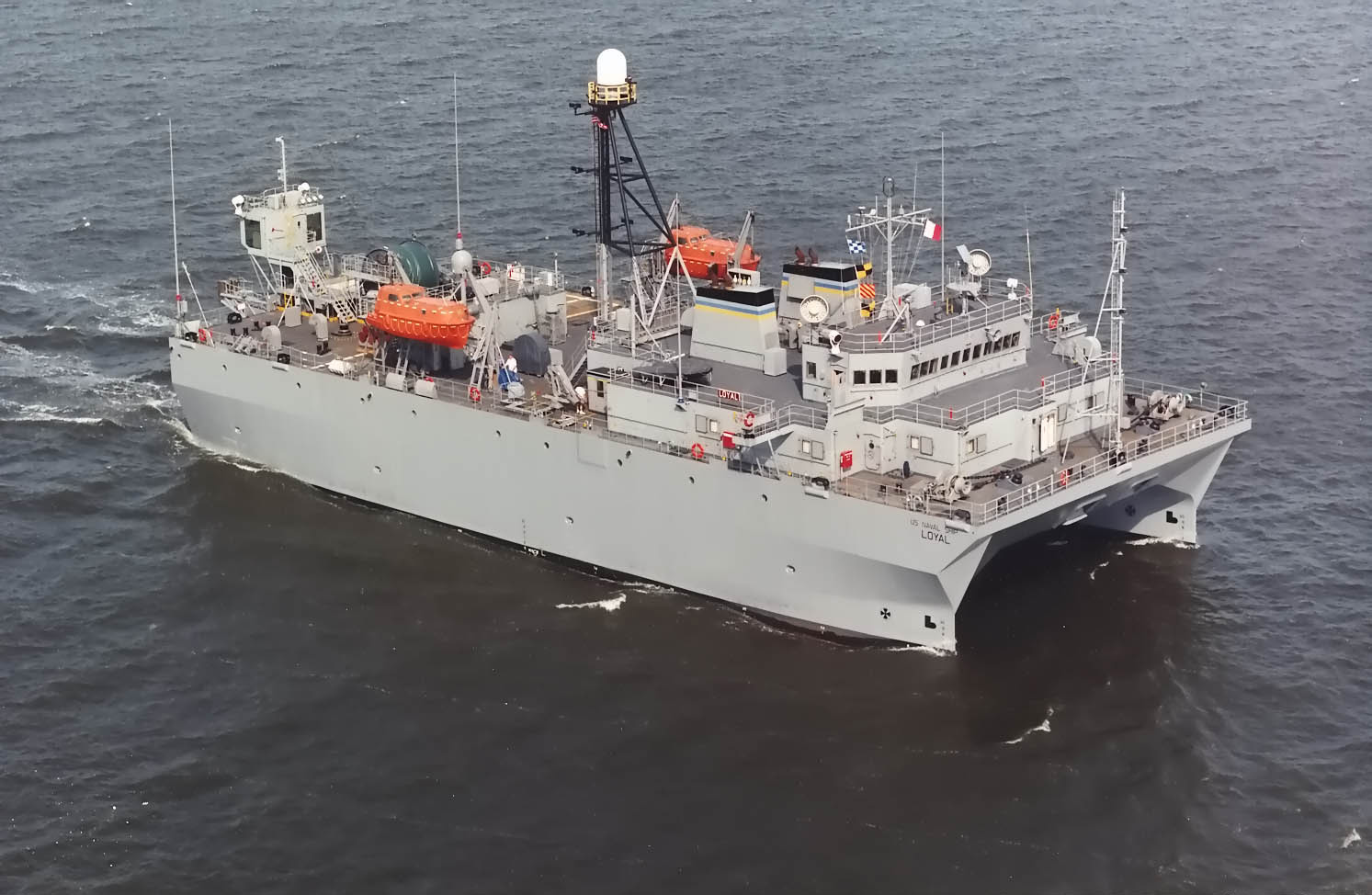
Okręt rozpoznania elektronicznego USNS „Loyal” (T-AGOS-22)

Bazując na długiej radziecko-amerykańskiej historii wzajemnego śledzenia okrętów podwodnych, część Rosjan wierzy w związku z tym, że doszło do kolizji między „Kurskiem” a jednym z okrętów NATO. Co więcej, Rosjanie ci wierzą, że rząd Władimira Putina nie podnosił oficjalnie tej kwestii, a wręcz zataił ten fakt w zamian za umorzenie rosyjskich długów wobec Stanów Zjednoczonych, lub też zastraszony przez państwa zachodnie. 17 dni po katastrofie, w amerykańskim dzienniku The New York Times ukazał się artykuł potwierdzający nie tylko obecność w rejonie manewrów bazującego na co dzień w Groton USS „Memphis”, który obserwował największe od lat rosyjskie manewry morskie, lecz także nawodnego okrętu rozpoznania elektronicznego USNS „Loyal” (T-AGOS-22). Według autorów tego artykułu, amerykański okręt podwodny akustycznie zarejestrował przebieg wydarzeń na „Kursku”, po czym taśmy z nagraniami dostarczył do amerykańskiej bazy w Norwegii, skąd zostały przekazane do analiz w National Maritime Intelligence Center w Suitland w stanie Maryland. Według dziennika, choć amerykański Departament Obrony oficjalnie odmówił komentarzy na temat operacji USS „Memphis”, nieoficjalnie urzędnicy Pentagonu zaprzeczyli odniesieniu przez „Memphis” jakichkolwiek uszkodzeń. Zdaniem dziennika, jeden z wyższych urzędników w Waszyngtonie stwierdzić miał: „Mamy okręty podwodne, które słyszą wszystko co się dzieje. Dla nas jest całkiem jasne co się wydarzyło [„Kurskowi” na Morzu Barentsa]”. Kolizja „Kurska” z amerykańskim okrętem podwodnym typu Los Angeles była jednak nieprawdopodobna, bowiem przy hipotetycznym zderzeniu z tak wielkim okrętem jak „Kursk” i tak wielkich rozmiarach zniszczeń na nim, niemożliwe jest, aby „Memphis” nie odniósł co najmniej poważnych uszkodzeń i zdołał samodzielnie dopłynąć do Norwegii. Także norweskie stacje nasłuchowe w Norwegii, nie zarejestrowały żadnych akustycznych oznak zderzenia okrętów. Jak w przypadku większości teorii konspiracyjnych, także prawdziwość i tych jest wątpliwa, co nie zmienia faktu, że 118 marynarzy rosyjskiego okrętu stało się prawdopodobnie ostatnimi ofiarami zimnej wojny.
Krążyły także opinie, nawet wśród oficerów rosyjskich, że okręt podwodny, wykonując ćwiczebny atak torpedowy, mógł się zderzyć z lotniskowcem „Admirał Kuzniecow”, po czym opaść na dno, gdzie doszło do wybuchu torpedy.

## Upamiętnienie

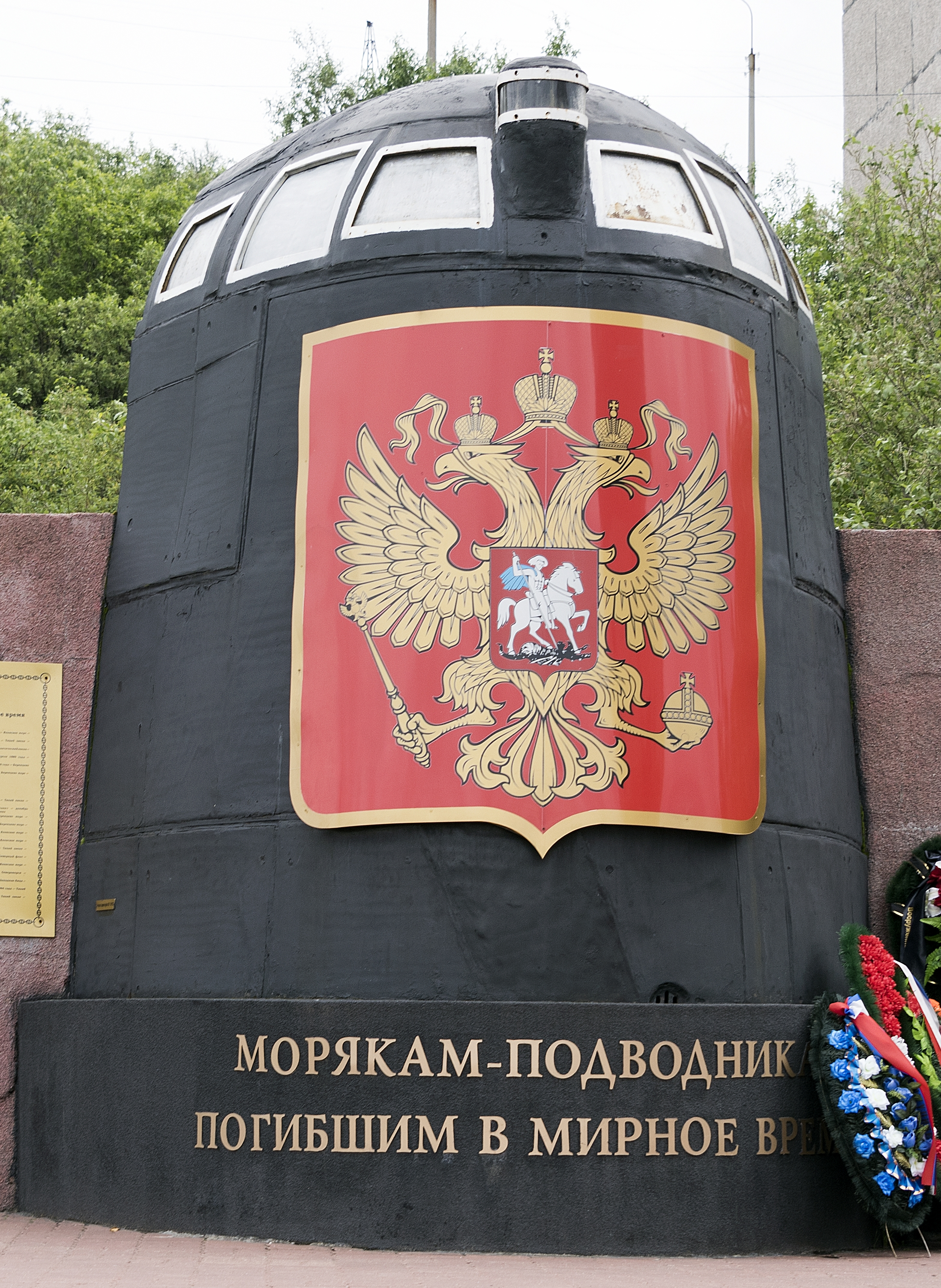
Autentyczny kiosk okrętu jako pomnik załogi „Kurska” w Murmańsku

Prezydent Federacji Rosyjskiej uhonorował pośmiertnie członków załogi „Kurska” Orderem Męstwa, natomiast dowódcę jednostki, komandora Giennadija Laczina – tytułem Bohatera Federacji Rosyjskiej.
Dla uczczenia pamięci marynarzy, którzy zginęli na „Kursku”, w wielu miastach Rosji, m.in. w Murmańsku, Petersburgu, Niżnym Nowogorodzie, Kursku wzniesiono pomniki i tablice pamiątkowe. W Centralnym Muzeum Sił Zbrojnych FR w jednej z sal znajduje się ekspozycja, prezentująca materiały związane z życiem i służbą załogi „Kurska”.
Katastrofa „Kurska” zainspirowała wielu pisarzy i twórców kultury. Do wydarzeń związanych z zatonięciem tego okrętu podwodnego nawiązują m.in. książki autorstwa niemieckich dziennikarzy Bettiny Sengling i Johannesa Voswinkela, Petera Truscotta oraz Roberta Moorea. Na podstawie tej ostatniej powstał film dramatyczny w reżyserii Thomasa Vinterberga, w którym zagrali m.in. Colin Firth, Max von Sydow, Matthias Schoenaerts. Tragedii marynarzy „Kurska” poświęcona jest sztuka teatralna autorstwa Bryony Lavery.